# Solenoptera bilineata
Solenoptera bilineata es una especie de escarabajo longicornio del género Solenoptera, tribu, Solenopterini, subfamilia Prioninae. Fue descrita por Fabricius en 1775.

## Descripción
Mide 17-38 mm de longitud.

## Distribución
Se distribuye por Haití, Jamaica y Puerto Rico.